# Salto con gli sci ai XXIV Giochi olimpici invernali - Gara a squadre maschile
La gare gara a squadre maschile del salto con gli sci dei XXIV Giochi olimpici invernali di Pechino si è disputata il 14 febbraio 2022 presso il National Ski Jumping Centre, situato nella prefettura di Zhangjiakou. La competizione è stata vinta dalla squadra austriaca composta da Stefan Kraft, Daniel Huber, Jan Hörl e Manuel Fettner.

## Risultati
| Class   | Bib                    | Nazione                                                                           | Round 1                 | Round 1                       | Round 1 | Round finale            | Round finale                  | Round finale    | Total                         |
| Class   | Bib                    | Nazione                                                                           | Distanza (m)            | Punti                         | Class   | Distanza (m)            | Punti                         | Class           | Punti                         |
| ------- | ---------------------- | --------------------------------------------------------------------------------- | ----------------------- | ----------------------------- | ------- | ----------------------- | ----------------------------- | --------------- | ----------------------------- |
| Oro     | 10 10–1 10–2 10–3 10–4 | Austria Stefan Kraft Daniel Huber Jan Hörl Manuel Fettner                         | 127.5 130.5 133.0 128.0 | 458.4 111.6 116.1 120.2 110.5 | 2       | 121.5 129.0 137.5 128.0 | 484.3 119.7 115.1 130.5 119.0 | 1               | 942.7 231.3 231.2 250.7 229.5 |
| Argento | 8 8–1 8–2 8–3 8–4      | Slovenia Lovro Kos Cene Prevc Timi Zajc Peter Prevc                               | 134.0 132.0 124.0 129.0 | 467.4 126.7 119.3 110.6 110.8 | 1       | 120.0 132.0 126.0 127.0 | 467.0 107.7 126.3 117.0 116.0 | 3               | 934.4 234.4 245.6 227.6 226.8 |
| Bronzo  | 11 11–1 11–2 11–3 11–4 | Germania Constantin Schmid Stephan Leyhe Markus Eisenbichler Karl Geiger          | 126.5 127.5 136.0 121.0 | 446.5 112.7 108.7 119.4 105.7 | 4       | 122.0 129.0 139.5 128.0 | 476.4 106.6 113.3 137.5 119.0 | 2               | 922.9 219.3 222.0 256.9 224.7 |
| 4       | 9 9–1 9–2 9–3 9–4      | Norvegia Halvor Egner Granerud Daniel-André Tande Robert Johansson Marius Lindvik | 138.0 130.5 125.5 121.0 | 456.5 128.3 118.2 109.7 100.3 | 3       | 118.5 124.0 136.5 126.5 | 465.6 108.5 113.7 127.8 115.6 | 4               | 922.1 236.8 231.9 237.5 215.9 |
| 5       | 7 7–1 7–2 7–3 7–4      | Giappone Yukiya Satō Naoki Nakamura Junshirō Kobayashi Ryōyū Kobayashi            | 126.0 124.5 128.5 134.0 | 438.5 110.8 96.6 105.1 126.0  | 5       | 124.0 122.0 120.0 132.5 | 444.3 114.9 97.8 99.0 132.6   | 6               | 882.8 225.7 194.4 204.1 258.6 |
| 6       | 6 6–1 6–2 6–3 6–4      | Polonia Piotr Żyła Paweł Wąsek Dawid Kubacki Kamil Stoch                          | 118.0 131.5 122.0 137.0 | 434.5 96.4 116.1 95.5 126.5   | 6       | 125.5 120.0 126.0 127.5 | 445.6 119.5 97.2 107.5 121.4  | 5               | 880.1 215.9 213.3 203.0 247.9 |
| 7       | 4 4–1 4–2 4–3 4–4      | ROC Danil Sadreev Roman Trofimov Mikhail Nazarov Evgenii Klimov                   | 128.5 127.0 120.0 118.0 | 410.6 115.4 103.1 92.8 99.3   | 7       | 119.0 119.5 117.0 121.0 | 395.9 100.4 99.7 89.3 106.5   | 8               | 806.5 215.8 202.8 182.1 205.8 |
| 8       | 5 5–1 5–2 5–3 5–4      | Svizzera Dominik Peter Gregor Deschwanden Simon Ammann Killian Peier              | 112.0 122.0 116.0 118.5 | 367.0 87.7 103.6 87.5 88.2    | 8       | 119.0 123.5 121.5 124.0 | 424.5 103.4 110.6 104.9 105.6 | 7               | 791.5 191.1 214.2 192.4 193.8 |
| 9       | 3 3–1 3–2 3–3 3–4      | Rep. Ceca Viktor Polášek Čestmír Kožíšek Filip Sakala Roman Koudelka              | 108.0 109.0 101.0 107.5 | 279.5 76.8 70.9 55.4 76.4     | 9       | Did not advance         | Did not advance               | Did not advance | Did not advance               |
| 10      | 2 2–1 2–2 2–3 2–4      | Stati Uniti Decker Dean Patrick Gasienica Kevin Bickner Casey Larson              | 92.5 105.5 103.0 106.0  | 261.0 69.3 59.7 63.5 68.5     | 10      | Did not advance         | Did not advance               | Did not advance | Did not advance               |
| 11      | 1 1–1 1–2 1–3 1–4      | Cina Zhen Weijie Lyu Yixin Song Qiwu Zhou Xiaoyang                                | 84.0 90.0 86.0          | 115.0 13.5 35.3 31.7 34.5     | 11      | Did not advance         | Did not advance               | Did not advance | Did not advance               |